# Santa Maria de Pessonada
Santa Maria de Pessonada és l'església parroquial del poble de Pessonada, del terme municipal de Conca de Dalt, al Pallars Jussàa l'antic terme d'Hortoneda de la Conca. Està situada al bell mig del poble, en el costat de llevant del carrer principal. inclosa a l'Inventari del Patrimoni Arquitectònic de Catalunya.

## Descripció
Església entre mitgeres afegida a la rectoria. És una nau amb coberta de dues vessants barrejada de lloses de pedra antigues i teula àrab.
A la façana situada a la testera de la nau hi ha una porta dovellada de mig punt, rosetó senzill, espadanya d'una obertura i campanaret afegit de rajol i coberta de pissarra.
Els murs exteriors són de carreus reblats de pedra del país. El campanar i successives cobertes es troben molt deteriorats. Hi ha dues campanes de bronze.

## Història
És un petit edifici d'una sola nau, que no destaca externament dels edificis que l'envolten més que per la façana. D'aquesta parròquia depenies les de Sant Martí de Vilanoveta i de Sant Miquel d'Herba-savina.